# 深圳地铁16号线
深圳地铁16号线，曾称龙坪线，是深圳地铁一条运营中的线路。原编号为12号线。
原來的規劃，深圳地鐵16號線由大運新城經回龍埔、雙龍到坑梓新桥，全長36.4公里，設24站，其中在大運站與雙龍站與深圳地鐵3號線換乘，以及大運站與坪山圍站與深圳地鐵14號線換乘，主要服務龍崗區和坪山區，通車後將成為深圳第一條在地底行走暨全線位於原深圳經濟特區一線關範圍外設站的地鐵綫路（深圳地鐵20號綫雖然比本綫早通車，但20號綫遠期將延長至原深圳經濟特區範圍）。

## 工程

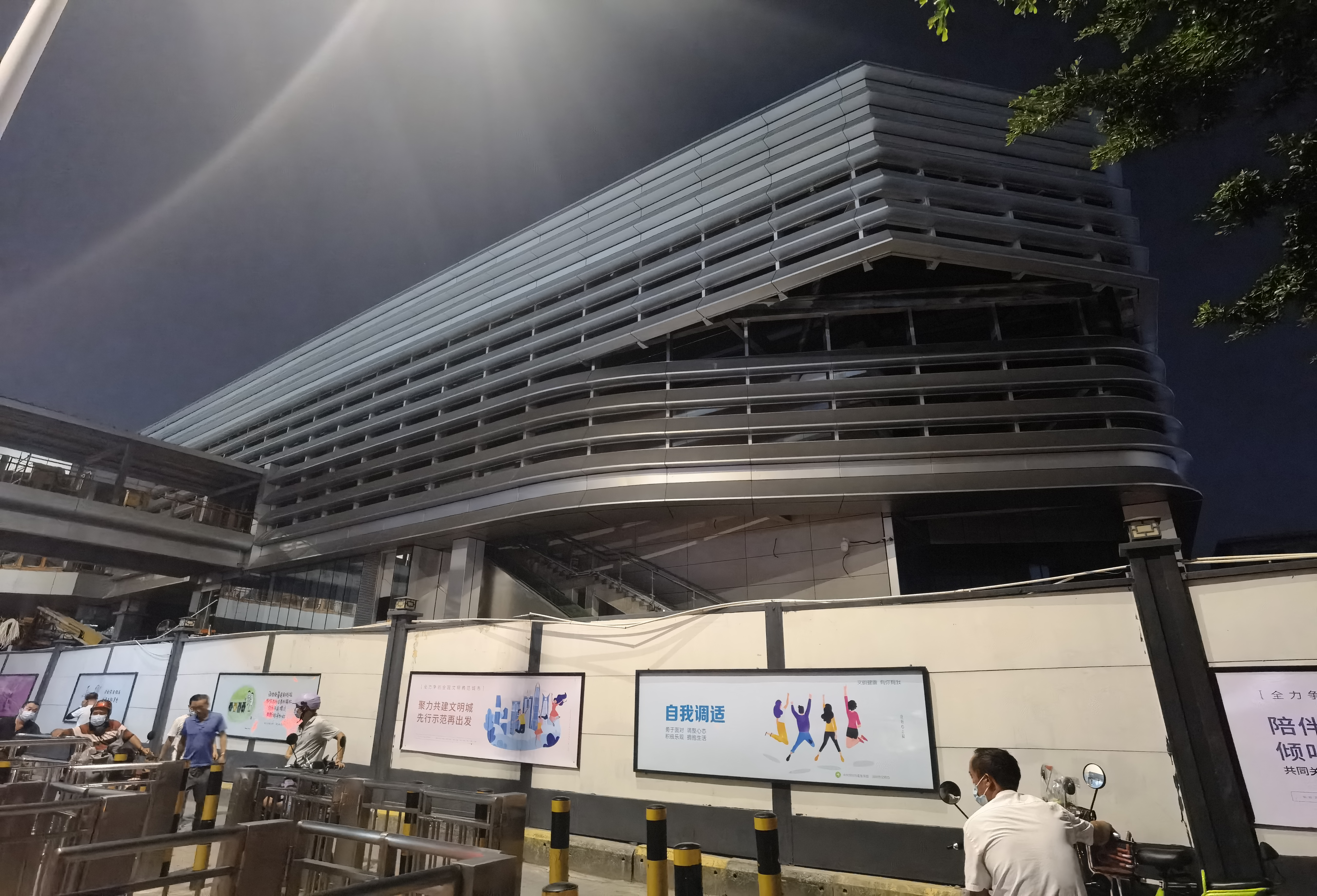
16号线的双龙站，为半地下车站设计

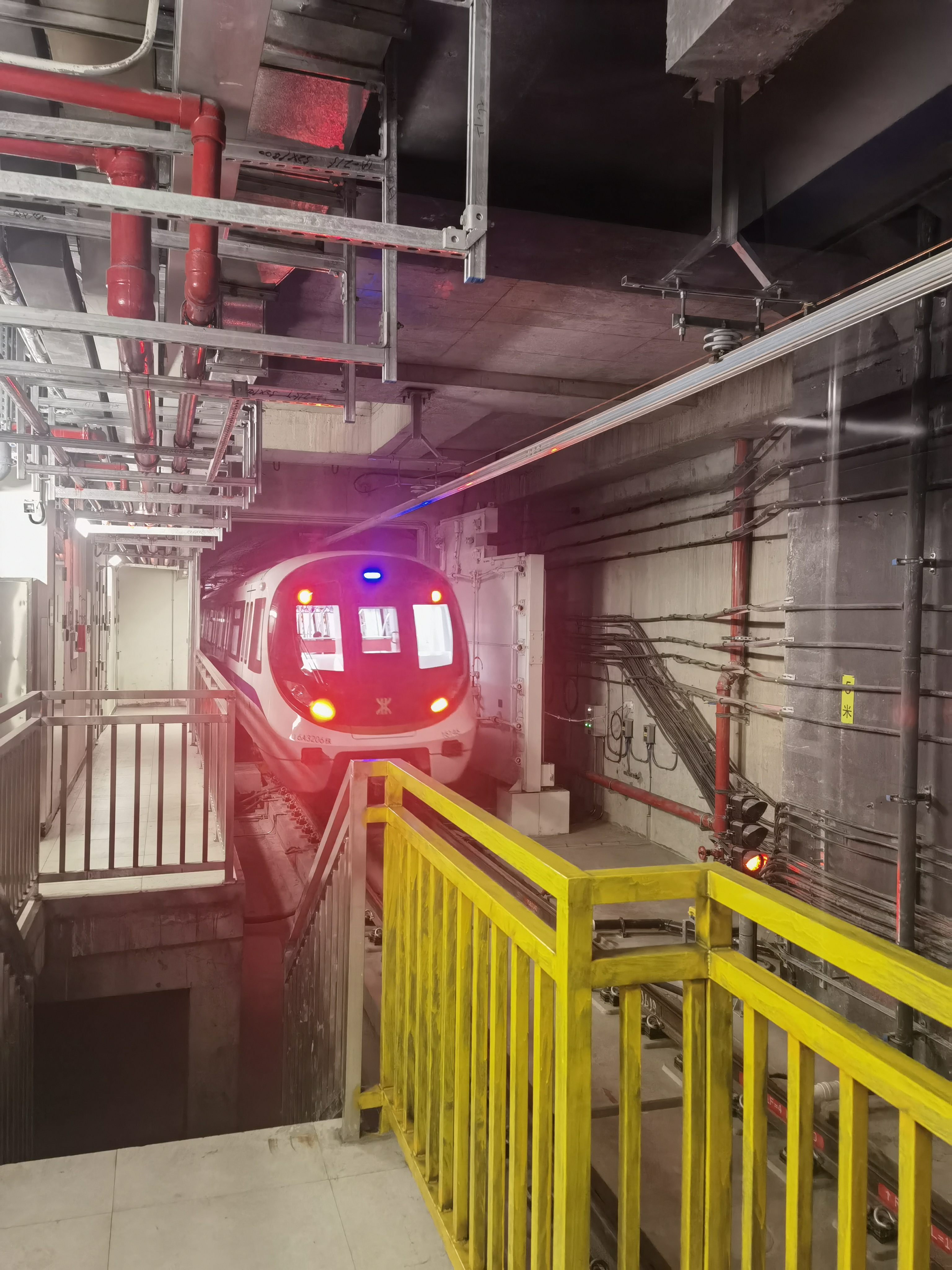
16号线列车

根據最终規劃，16号线西起大康，东至田头，连接龙岗中心、坪山区、坪山站，为联系坪山区及龙岗中心区的普速服务，长约27.8公里，与新規劃的19号线共同构成东部组团相对独立的“X”状网络。
首期工程由大運站至田心站，全長29.2公里，全部為地下路段，設車站24座，車輛段1處（田心车辆段）、列車停車場1處（龍城公園停車場）。
全線均以BT模式，由中國鐵建承建，造價為158億人民幣。工程已於2018年1月10日展開，并已在2022年12月28日开通运营。

## 历史

### 一期工程
- 2017年7月7日，国家发改委批复《深圳市城市轨道交通第四期建设规划（2017-2022年）》，同意深圳市建设深圳地铁16号线[3]。
- 2018年1月10日，深圳地铁16号线开工建设[4]。
- 2019年12月18日，深圳地铁16号线龙天区间（龙岗汽车站站-天健花园站）左线隧道贯通，系深圳轨道交通四期工程首个实现贯通的盾构区间[5]。
- 2019年12月25日，深圳地铁16号线首座车站——天健花园站（现为尚景站）顺利封顶[6]。
- 2021年7月15日，深圳地铁16号线启动全线铺轨[7]。
- 2021年11月26日，深圳地铁16号线区间全线贯通、主体结构全部完成[8]。
- 2021年12月8日，深圳地铁16号线首列车运抵田心车辆段[9]。
- 2022年5月11日，深圳地铁16号线完成全线热滑试验[10]。
- 2022年8月19日，深圳地铁16号线完成单位工程验收[7]。
- 2022年9月，深铁运营进驻深圳地铁16号线[11]。
- 2022年11月，深圳地铁16号线完成消防验收[12]。
- 2022年11月29日，深圳地铁16号线通过竣工验收[13]。
- 2022年12月5日，深圳地铁16号线完成初期运营前安全评估[14]。
- 2022年12月20日，深圳地铁16号线完成“三权移交”[15]。
- 2022年12月28日，深圳地铁16号线开通运营[16]。

### 二期工程
- 2020年3月26日，国家发改委批复《深圳市城市轨道交通第四期建设规划调整（2017-2022年）》，同意深圳市建设深圳地铁16号线二期[17]。
- 2020年12月29日，深圳地铁16号线二期开工建设[18]。
- 2022年12月19日，深圳地铁16号线二期首座车站——阿波罗站顺利封顶[19]。
- 2024年1月2日，深圳地鐵16號線二期工程西坑停車場主體結構順利封頂。
- 2024年2月28日，深圳地鐵16號線共建管廊三標三工區通過了新屋站至橫塘站區間墩子河頂管始發前條件驗收，“東縱一號”矩形頂管始發。
- 2024年4月12日，深圳市地鐵16號線共建管廊一標綜合井4至綜合井5區間隧道貫通。
- 2024年4月，深圳地鐵16號線二期工程阿波羅站至長江埔站盾構和暗挖區間通過子單位工程預驗收。
- 2024年6月，深圳地鐵16號線二期完成首組道岔區預製板試組裝。
- 截止6月，深圳地鐵16號線，全線8座車站已全部封頂，西坑停車場已封頂；盾構區間累計完成100%，17個單洞區間已貫通17個；所有車站安裝及裝修已進場施工。
- 2024年8月23日，隨着長江埔～大運站區間最後一對鋼軌接頭焊接完成，深圳地鐵16號線二期軌道工程順利實現全線“長軌通”。
- 2024年9月1日，深圳地鐵16號綫二期項目安良站裝修工程已完成60%。

## 车站列表
| 车站名称[1]                                                       | 英文名称                       | 所在区域 | 启用日期           | 接驳线路[2]                                                 | 月台类型       |
| ----------------------------------------------------------------- | ------------------------------ | -------- | ------------------ | ----------------------------------------------------------- | -------------- |
| 16號線南延线                                                      |                                |          |                    |                                                             |                |
| 园山西坑                                                          | Yuanshan Xikeng                | 龙岗区   | 预计2025年12月通车 |                                                             | 地下岛式月台   |
| 安良                                                              | Anliang                        | 龙岗区   | 预计2025年12月通车 | █18号线                                                     | 地下雙岛式月台 |
| 福坑                                                              | Fukeng                         | 龙岗区   | 预计2025年12月通车 |                                                             | 地下岛式月台   |
| 大康                                                              | Dakang                         | 龙岗区   | 预计2025年12月通车 |                                                             | 地下岛式月台   |
| 园山                                                              | Yuanshan                       | 龙岗区   | 预计2025年12月通车 | █19号线                                                     | 地下岛式月台   |
| 大安                                                              | Da'an                          | 龙岗区   | 预计2025年12月通车 |                                                             | 地下岛式月台   |
| 吉溪                                                              | Jixi                           | 龙岗区   | 预计2025年12月通车 |                                                             | 地下岛式月台   |
| 金源                                                              | Jinyuan                        | 龙岗区   | 预计2025年12月通车 |                                                             | 地下岛式月台   |
| 16號線                                                            |                                |          |                    |                                                             |                |
| 大运                                                              | Universiade                    | 龙岗区   | 2022年12月28日     | █3号线 █14号线 深大城际                                     | 地下双岛式月台 |
| 大运中心                                                          | Universiade Center             | 龙岗区   | 2022年12月28日     |                                                             | 地下岛式月台   |
| 龙城公园                                                          | Longcheng Park                 | 龙岗区   | 2022年12月28日     |                                                             | 地下岛式月台   |
| 黄阁坑                                                            | Huanggekeng                    | 龙岗区   | 2022年12月28日     | █10号线 █21号线                                             | 地下侧式月台   |
| 愉园                                                              | Yuyuan                         | 龙岗区   | 2022年12月28日     |                                                             | 地下岛式月台   |
| 回龙埔                                                            | Huilongpu                      | 龙岗区   | 2022年12月28日     |                                                             | 地下岛式月台   |
| 尚景                                                              | Shangjing                      | 龙岗区   | 2022年12月28日     |                                                             | 地下岛式月台   |
| 盛平                                                              | Shengping                      | 龙岗区   | 2022年12月28日     |                                                             | 地下岛式月台   |
| 龙园                                                              | Longyuan                       | 龙岗区   | 2022年12月28日     | █21号线                                                     | 地下岛式月台   |
| 双龙                                                              | Shuanglong                     | 龙岗区   | 2022年12月28日     | █3号线                                                      | 地下岛式月台   |
| 新塘围                                                            | Xintangwei                     | 龙岗区   | 2022年12月28日     |                                                             | 地下岛式月台   |
| 龙东                                                              | Longdong                       | 龙岗区   | 2022年12月28日     |                                                             | 地下岛式月台   |
| 宝龙同乐                                                          | Baolong Tongle                 | 龙岗区   | 2022年12月28日     |                                                             | 地下岛式月台   |
| 坪山                                                              | Pingshan                       | 坪山區   | 2022年12月28日     | 深大城际线、深惠城际线 坪山高铁站：坪山云巴1号线 深圳坪山站 | 地下岛式月台   |
| 新和                                                              | Xinhe                          | 坪山區   | 2022年12月28日     | █19号线                                                     | 地下岛式月台   |
| 六和                                                              | Liuhe                          | 坪山區   | 2022年12月28日     |                                                             | 地下岛式月台   |
| 坪山围                                                            | Pingshanwei                    | 坪山區   | 2022年12月28日     | █14号线                                                     | 地下岛式月台   |
| 坪环                                                              | Pinghuan                       | 坪山區   | 2022年12月28日     |                                                             | 地下岛式月台   |
| 东纵纪念馆                                                        | Dongjiang Column Memorial Hall | 坪山區   | 2022年12月28日     | 龙背站：坪山云巴1号线                                       | 地下岛式月台   |
| 沙壆                                                              | Shabo                          | 坪山區   | 2022年12月28日     |                                                             | 地下岛式月台   |
| 燕子湖                                                            | Yanzihu                        | 坪山區   | 2022年12月28日     |                                                             | 地下岛式月台   |
| 石井                                                              | Shijing                        | 坪山區   | 2022年12月28日     |                                                             | 地下岛式月台   |
| 技术大学                                                          | Technology University          | 坪山區   | 2022年12月28日     |                                                             | 地下岛式月台   |
| 田心                                                              | Tianxin                        | 坪山區   | 2022年12月28日     |                                                             | 地下岛式月台   |
| 注释                                                              |                                |          |                    |                                                             |                |
| 1↑ 斜体标示的车站，尚未启用。 2↑ 斜体标示的换乘或转乘，尚未启用。 |                                |          |                    |                                                             |                |
| 论 编                                                             |                                |          |                    |                                                             |                |

### 换乘站
已投入使用
- 大运站：轉乘3号线和14号线。3號線建設時未作出預留，但此站升級成綜合交通樞紐，14號線和16號線同步進行建設，兩線與3號線為天地轉乘，與14號線同台及平行轉乘。
- 雙龍站：轉乘3号线。3號線建設時未作出預留，为天地式通道轉乘。
- 坪山圍站：轉乘14号线。14號線和16號線同步進行建設，為T字形節點式換乘，並設有14、16號線的聯絡線。

首期未投入使用轉乘站
- 大运站：轉乘深大城际铁路（33號線）。14號線和16號線建設時對33號線車站進行土建預留，形成長通道轉乘。
- 大运中心站：轉乘23号线和深惠城际铁路。建設時未作出預留，預計與深惠城际為大廳通道轉乘。23號綫為遠期線路，未作預留。
- 黄阁坑站：轉乘10号线和21號綫。10號綫東延段和21號線為遠期線路，本线建设时未作出預留。
- 龙园站：换乘21號綫。21號線為遠期線路，未作預留。
- 坪山站：轉乘23号线、龍大城際及深大城际铁路（33號線）。23號線為遠期線路，本線建設時只預留換乘節點；龍大城際與33號線同步建設，预计與兩線为通道换乘。
- 新和站：轉乘19号线。建設時已預留換乘節點。

二期及惠州段轉乘站
- 安良站：轉乘18号线。18號綫為遠期線路，建設時已預留換乘節點。
- 园山站：轉乘19号线。19號線二期為遠期線路，未作預留。
- 文旅北站：轉乘惠州地铁1号线。两線為遠期線路，轉乘方式未知。

## 未来发展
深圳市发改委在2019年2月25日进行环境评估公示，本线将向南延伸，并于2020年3月26日获国家发改委批复建设。南延段将从大运站向南经园山街道的阿波罗产业基地延伸到园山西坑站。在安良站与18号线换乘，目前正在进行土木结构施工。